# Juan de Olazábal Ramery
Pour les articles homonymes, voir Olazábal.
Juan de Olazábal y Ramery (Irun, 29 décembre 1863   - Bilbao, 4 janvier 1937) est un homme politique et journaliste traditionaliste espagnol, chef du Parti intégriste après la mort de Ramón Nocedal et artisan de la réunification de celui-ci avec les carlistes dans la Communion Traditionaliste en 1931.
Défenseur d'une forme de régionalisme, il combattit le nationalisme basque, qu'il considérait comme anti-espagnol, anti-basque et totalement opposé au régime régional traditionnel. Il fut assassiné par des miliciens républicains durant la guerre civile.